# Спорт у Румунији
Спорт у Румунији важан је део културе земље. Последњих деценија Румунија се истакла у бројним спортским областима. Фудбал је најпопуларнији спорт у Румунији. Најуспешнији клуб је ФЦСБ, који је први освојио УЕФА Лигу шампиона и УЕФА суперкуп 1986. године. Румунија је једна од само четири репрезентације из Европе које су учествовале на првом Светском првенству 1930. Фудбалска репрезентација Румуније учествовала је на седам Светска првенстава и имала је свој најуспешнији низ током 1990-их, када је стигла до четвртфинала Светског првенства 1994, изгубивши од Шведске. Фифа је 1997. Румунију рангирала на треће место.
Остали популарни спортови укључују рукомет, одбојку, кошарку, рагби јунион, тенис и гимнастику. Многи румунски спортисти постигли су значајне успехе и током година освајали светска и европска првенства у бројним спортовима. Румунија је први пут учествовала на Олимпијским играма 1900. године и учествовала је у 21 од 28 летњих игара. Била је једна од успешнијих земаља на Летњим олимпијским играма, са укупно 307 освојених медаља током година, од којих 89 златних, што је ставља на 15. место вечне табеле освојених медаља на олимпијским играма. Скоро четвртина свих медаља и 25 златних освојена је у гимнастици. Румунски спортисти освајали су златне медаље и у другим олимпијским спортовима, као што су веслање, атлетика, кану, рвање, стрељаштво, мачевање, пливање, бацање диска, дизање тегова, бокс и џудо.

## Екипни спортови

### Фудбал
Фудбал је најпопуларнији спорт у Румунији. Међународно најпознатији румунски играч је Георге Хађи, који је између осталих играо за ФЦСБ (Румунија), Реал Мадрид, Барселону (Шпанија) и Галатасарај (Турска). Други познати румунски играчи су: Флореа Думитраке, Дан Коу, Корнел Дину, Мирчеа Луческу, Ангел Јорданеску, Јон Думитру, Родион Каматару, Ласло Белењи, Силвију Лунг, Мирча Редник, Георге Попеску, Дан Петреску, Миодраг Белодедић, Доринел Мунтеану, Богдан Стелеа, Илије Думитреску, Виорел Молдован, Флорин Радучоју, Адријан Илије, Богдан Лобонц, Космин Контра, Кристијан Киву, Адријан Муту, Разван Рац, Дорин Гојан и Лучиан Санмартеан.
Године 1986. румунски ФЦСБ постао је први источноевропски клуб који је икада освојио престижну титулу УЕФА Лига шампиона. Поново су стигли до финала 1989. године, али су изгубили од Милана. Остали важни румунски фудбалски клубови су Динамо Букурешт, Универзитатеа Крајова, Рапид Букурешт, Петролул Плоешти и Политехника Темишвар. Репрезентација је учествовала на седам Светских првенстава, а свој најуспешнији низ имала је током 1990-их, стигавши до четвртфинала Светског првенства 1994. у Сједињеним Америчким Државама, када је „Златна генерација” била најбоља.
Национални стадион у Букурешту био је домаћин финала УЕФА Лиге Европе.

### Рукомет
Рукомет је један од најпопуларнијих спортова у Румунији. Мушка репрезентација је освојила рекордна четири пута Светско првенство (1961, 1964, 1970. и 1974). Једина друга репрезентација која је постигла овај рекорд је Шведска 1999. и Француска 2011. године. Женска репрезентација освојила је Светски куп у рукомету 1962. Динамо и Букурешт такође су током година освојили неколико европских титула.
Међу водеће Румунке убрајају се четири ИХФ играча године.

### Одбојка
Румунију представљају мушке и женске одбојкашке репрезентације, којима управља Federaţia Română de Volei и учествују на међународним одбојкашким такмичењима. И мушка и женска репрезентација освојиле су неколико медаља на међународним такмичењима током година, посебно током 1950-их и 1960-их. Мушка одбојкашка репрезентација такође је освојила бронзану медаљу на Олимпијским играма 1980. 
На клупском нивоу Динамо Букурешт, Рапид Букурешт и Букурешт освојили су неколико европских титула.
Град Букурешт био је домаћин Лиге шампиона 2017—18.

### Кошарка
Кошарка је веома популаран спорт међу румунском омладином, иако су њени резултати, како прошли, тако и садашњи, скромнији од осталих румунских тимских спортова. Георге Мурешан је био први Румун који је ушао у НБА и постао је познат као највиши човек који је икада играо у тој лиги. 

Године 2016. Румунија је изабрана за домаћина Европског првенства 2017. Била је домаћин Светског купа до 17 година, а Клуж-Напока између 15. и 23. августа 2020.

### Рагби јунион
Рагби јунион је релативно популаран тимски спорт који се игра у Румунији, са традицијом дугом више од сто година. Репрезентација до сада се такмичила на сваком Светском првенству.
București Wolves је тим који представља Румунију на Купу европских изазивача.

## Индивидуални спортови

### Гимнастика
Румунија има дугу традицију у спортској гимнастици, посебно у женској конкуренцији. Освојили су већину олимпијских медаља, злата, сребра и бронзе. Најпознатија румунска гимнастичарка је Нађа Команечи, која је била прва која је икада добила оцену савршених 10 на Олимпијским играма, током Летњих олимпијских игара 1976. Такође је освојила три златне медаље, једну сребрну и једну бронзану, све када је имала четрнаест година. Њен успех настављен је на Летњим олимпијским играма 1980. године, освојивши две златне и две сребрне медаље. Међу осталим познатим гимнастичаркама су: Гина Гогеан, Симона Аманар, Марија Олару, Каталина Понор, Сандра Избаша и друге.
Врхунски мушки гимнастичари су: Мариус Урзица и Мариан Драгулеску.
Гимнастика има веома дугу традицију у Румунији, која сеже у прошлост деценијама пре великог успеха Монтреала. Румунија је такође била успешна педесетих година прошлог века, када је Елена Леустеану освојила олимпијску медаљу 1956. године.

### Тенис
Илије Настасе, познати тенисер, још је једна међународно позната румунска спортска звезда. Освојио је неколико Гренд слема и десетине других турнира и био је први играч којег је АТП рангирао као број један од 1973. до 1974. Вирђинија Рузич била је успешна тенисерка 1970-их. Илије Настасе и Симона Халеп су једине румунске тенисерке рангиране као број један, у АТП, односно ВТА.
Румунија је три пута стигла до финала Дејвис купа (1969, 1971, 1972). Међу осталим популарним тенисерима су Андреј Павел. Што се тиче активних играча, главни су Орија Текау и Флорин Мергеа, који су освојили прву олимпијску медаљу Румуније у тенису, сребро 2016. У женском тенису, Магда Рурац, Вирђинија Рузич, Ирина Спирлеа и Руксандра Драгомир су међу најбољим румунским играчицама свих времена. Међу активним играчима, међу најбољим Румунима су Симона Халеп, Сорана Крстеа, Михаела Бузарнеску, Ирина Камелија Бегу и Моника Никулеску. Симона Халеп је освојила две Гренд слем титуле у синглу: Отворено првенство Француске 2018. и Вимблдон 2019. и била је на крају рангирана као број један 2017. и 2018.

### Оина
Оина је традиционални румунски спорт сличан бејзболу. Године 1899. Спиру Харет, министар образовања, одлучио је да се уведе у школе, на часовима физичког васпитања. Организовао је прва годишња оина такмичења.
Румунска федерација Оина основана је 1932. године, а реактивирана је почетком 1950-их. Данас постоје две федерације: једна у Букурешту и друга у Кишињеву.
Оина и његове варијанте се такође играју у суседним земљама у којима је било или још увек има румунског етничког или културног присуства. Румунска федерација Оина је започела процес стварања међународне федерације. Услов за формирање је био да постоје најмање три националне федерације, од које две већ постоје (румунска и молдавска). Румунска федерација је започела разговоре о оснивању оина клубова и федерација у суседним земљама: Бугарској и Србији и у Шведској.

### Бокс
Бокс је популаран у Румунији, посебно у ТВ емисијама. 

### Веслање и вожња кануом
Румунски веслачи донели су бројне успехе, укључујући 35 олимпијских медаља (18 златних) у веслању и 34 медаље (10 златних) у вожњи кануом. Румунија је водећа веслачка држава. Често се сваке године могу похвалити многим победама на јуниорском светском првенству у веслању.
Румунска сениорска женска веслачка екипа је посебно јака. На Олимпијским играма су победили.

### Шах
Шах је прилично популаран међу неким групама, посебно пензионерима и математичарима. Најуспешнији румунски играч је велемајстор Ливија Дијтер Нисипеану.
Румунско првенство у шаху одржавало се годишње од 1946, а раније се одржавало нередовно. Игра се низ националних елиминационих такмичења за одабир терена од 20 играча за мушко финале. Женско финале чини 16 играча.

### Мачевање
Мачевање као спорт увели су француски мајстори у Румунији у 19. веку. Прво национално такмичење у мачевању одржано је 1921. године, а румунски мачевалачки савез створен је 1931. године. Први румунски мачевалац који је на великом међународном такмичењу освојио сребрну медаљу био је Марија Викол на Светском првенству за јуниоре 1956. у Луксембургу.
Од тада је мачевање донело Румунији осам медаља олимпијског тима и седам олимпијских медаља индивидуално, укључујући три злата: Ион Дримба (флорет) на Летњим олимпијским играма 1968. у Мексику, Лаура Бадеа (флорет) на Летњим олимпијским играма 1996. у Атланти и Михај Ковалију (сабља) на Летњим олимпијским играма 2000. у Сиднеју. Румунски мачеваоци су такође освојили 13 златних медаља на Светским првенствима и 13 златних медаља на Европским првенствима. У кући славних Међународне мачевалачке федерације наступило је шест Румуна: Лаура Бадеа, Михај Ковалију, Ана Паску, Петру Куки, Иоан Поп и Река Сабо. Румунски спортисти су тренутно међу десет најбоље рангираних мачеваоца: Ана Марија Попеску и Симона Герман у мачу и Тибериу Долникеану у мушкој сабљи.

### Мото-спорт
Моторни прстен Трансилванија први је стални круг у Румунији, а отворен је у новембру 2018. у близини Таргу Муреша.
Румунско првенство у релију је годишња серија у Румунији.

### Остали спортови

#### Атлетика
Румунија је у 20. веку постигла значајне успехе у атлетици. Иоланда Балас и Лиа Манолиу су обележиле спорт средином 20. века.

#### Стони тенис
Стони тенис је спорт са добрим забележеним резултатима у Румунији. Ангелика Розеану постигла је велики успех у овом спорту педесетих година прошлог века. Елизабета Самара је савремена стонотениска трострука европска шампионка.

## Олимпијске игре
Румунија је била једна од најуспешнијих земаља у историји Летњих олимпијских игара (15 на вечној табели освојених медаља на олимпијским играма) са укупно 307 освојених медаља током година, од којих је 89 златних. Румунија је учествовала на 21 од 28 Летњих олимпијских игара. Румунија је дебитовала на Летњим олимпијским играма 1900, такмичила се на свим догађајима од 1952.